# میدان درکه
میدان درکه از میادین شمال تهران است که در محله درکه قرار دارد.  این میدان در انتهای خیابان درکه (شهید داودیان)  قرار گرفته است. 